# Lukáš Hartig
Lukáš Hartig (* 28. Oktober 1976 in Kolín) ist ein tschechischer Fußballspieler.

## Vereinskarriere
Lukáš Hartig spielte bis zu seinem 23. Lebensjahr für den Verein seines Heimatdorfes, Sokol Býchory in der 8. Liga, dort war er der beste Stürmer. 1999 wechselte er in die 5. Liga zum AFK Velim, wo er in 29 Spielen 33 Tore schoss.
Dies brachte ihm einen Vertrag beim Erstligisten Bohemians Prag. Dort wurde er von Trainer Vlastimil Petržela regelmäßig eingesetzt, in 28 Spielen kam er auf fünf Treffer. Im September 2001 ging er auf Leihbasis zum Tschechischen Meister Sparta Prag, dort machte er elf Spiele und schoss drei Tore. Im April 2002 kehrte er zu Bohemians zurück.
Im Februar 2003 wechselte Hartig für zehn Millionen Kronen zum russischen Erstligisten Zenit Sankt Petersburg, den damals Vlastimil Petržela trainierte. In Sankt Petersburg kam Hartig auf 23 Spiele in zwei Jahren, in denen er nur drei Mal traf. Im Sommer 2005 wechselte er zum slowakischen Meister Artmedia Bratislava, in der Spielzeit 2005/06 schoss Hartig acht Tore in 21 Partien.
Im September 2006 kehrte Hartig nach Tschechien zurück und schloss sich SK Sigma Olmütz an.
Der Angreifer zog sich am 28. Oktober 2007 im Ligaspiel gegen Viktoria Pilsen einen Kreuzbandriss zu und fiel für den Rest der Saison 2007/08 aus. Am 4. März 2008 zog er sich bei einer Schlägerei in einer Bar erneut eine Verletzung zu, der Verein kündigte dem Spieler daraufhin zum 31. Mai 2008.
Zur Saison 2008/09 wird Hartig an Bohemians 1905 Prag ausgeliehen. Beim Bohemians ist er auch geblieben, bis er im September 2011 für sechs Monate zum ŠK Slovan Bratislava ausgeliehen wurde.

## Nationalmannschaft
Hartig stand am 6. Oktober 2001 im Kader der Tschechischen Nationalmannschaft im WM-Qualifikationsspiel gegen Bulgarien, kam jedoch nicht zum Einsatz.